# Селапан Раманатан
Селапан Раманатан (Сингапур, 3. јул 1924 — Сингапур, 22. август 2016) био је сингапурски политичар. За шестог председника ове државе је изабран 18. августа 1999. године. Пре њега председник је био Ванг Динг Чанг, а наследио га је Чен Ћингјен.